# The Specialist (film 2001)
The Specialist (In the Shadows) è un film del 2001 diretto da Ric Roman Waugh, e interpretato da James Caan, Cuba Gooding Jr. e Matthew Modine.